# Epiplema ignefumata
Epiplema ignefumata är en fjärilsart som beskrevs av W. Warren 1907. Epiplema ignefumata ingår i släktet Epiplema och familjen Uraniidae. Inga underarter finns listade i Catalogue of Life.